# Decoder (rivista)
Decoder, nota anche come Decoder. Rivista Internazionale Underground è stata una rivista italiana fondata nel 1987 e pubblicata fino al 1998 (12 numeri) dalla Shake Edizioni.

## Storia

### Nascita e vita diDecoder
Sul finire del 1986 prese forma il futuro nucleo di Decoder, e con esso la Shake Edizioni, composto da Ermanno "Gomma" Guarneri, Giacomo Spazio, Kix Kikko aka Fabrizio Longo, Raf Valvola e in un secondo tempo uVLSI, Gianni Mezza, Zenga Kuren, Marco Philopat e Giampaolo "Ulisse Spinosi" Capisani; in cui si ipotizzò un uso sociale della cultura punk e post-punk e in un secondo momento anche delle reti telematiche. Tutti quanti avevano condiviso esperienze di occupazione ed autogestione di spazi sociali, alcuni avevano fatto parte del centro sociale Virus. Alcuni di loro avevano anche vissuto in prima persona la nascita del movimento punk in Italia. Gomma e Spazio risposero a tale appello e Primo Moroni concesse loro uno spazio all'interno della libreria Calusca di Milano per portare avanti i loro progetti. I primi incontri del gruppo si tennero a casa di Gomma e a casa di Spazio. Nel 1987, la sede di Decoder si concretizzò in via Balbo 10 a Milano e venne stampato il primo numero della rivista; ma a pochi mesi della sua nascita sul finire dello stesso anno avvenne la prima scissione del nucleo fondatore della rivista. Spazio lasciò la redazione, per fondare la rivista Vinile e in un secondo tempo l'etichetta discografica Vox Pop.
La redazione di Decoder fece un lungo tour nell'Italia settentrionale per confrontarsi con le realtà politiche circa il modello rizomatico da implementare nella rete. L'ipotesi di un'unica rete non riuscirà ad affermarsi. Nel dicembre 1989 Wau Holland del Chaos Computer Club incontrò Decoder a Milano, fornendogli spunti per molte delle tematiche che il gruppo milanese porterà avanti negli anni a seguire.
Nel luglio 1990 esce il n. 5 di Decoder con l'articolo di Raf Valvola Rete Informatica Alternativa che riassunse e diede forma ai temi principali del dibattito in corso nei centri sociali sulla proposta di una rete telematica di movimento nazionale e internazionale. Nello stesso mese, durante il Festival di Santarcangelo di Romagna, in un seminario organizzato da Decoder, venne presentata l'Antologia Cyberpunk, che diventerà il testo seminale del movimento. Il movimento "cyberpunk" italiano venne riconosciuto pubblicamente come possibile nuovo soggetto sociale.
Il gruppo di Decoder entrò in contatto con la rete FidoNet attraverso Alfredo Persivale (sysop del nodo milanese, terzo nodo italiano), con cui partirono le prime ipotesi di un'area "cyberpunk" interna alla rete Fidonet che partì poi a marzo del 1991 come area messaggi grazie a Tozzi e Gomma. Nel 1993 nacque Decoder BBS che divenne uno dei quattro nodi iniziali della rete telematica "Cybernet". L'ultimo numero della rivista fu pubblicato nel 1998, composto da 72 pagine, e venduto a 9.000 lire; tra gli argomenti trattati due particolarmente importanti per la fine degli anni '90 – l'evoluzione dell'ormai consolidato World Wide Web e la privacy in rete e sicurezza informatica.

### Filosofia
Il nome della testata deriva dalle teorie sulla comunicazione dello scrittore statunitense William S. Burroughs. L'obiettivo era di creare nuovi spazi di controinformazione, partecipando a dibattiti su antagonismo e informazione, hacking sociale, rete di computer, comunicazioni, nuove tecnologie e realtà virtuale.

## Walt Disney Hackerino

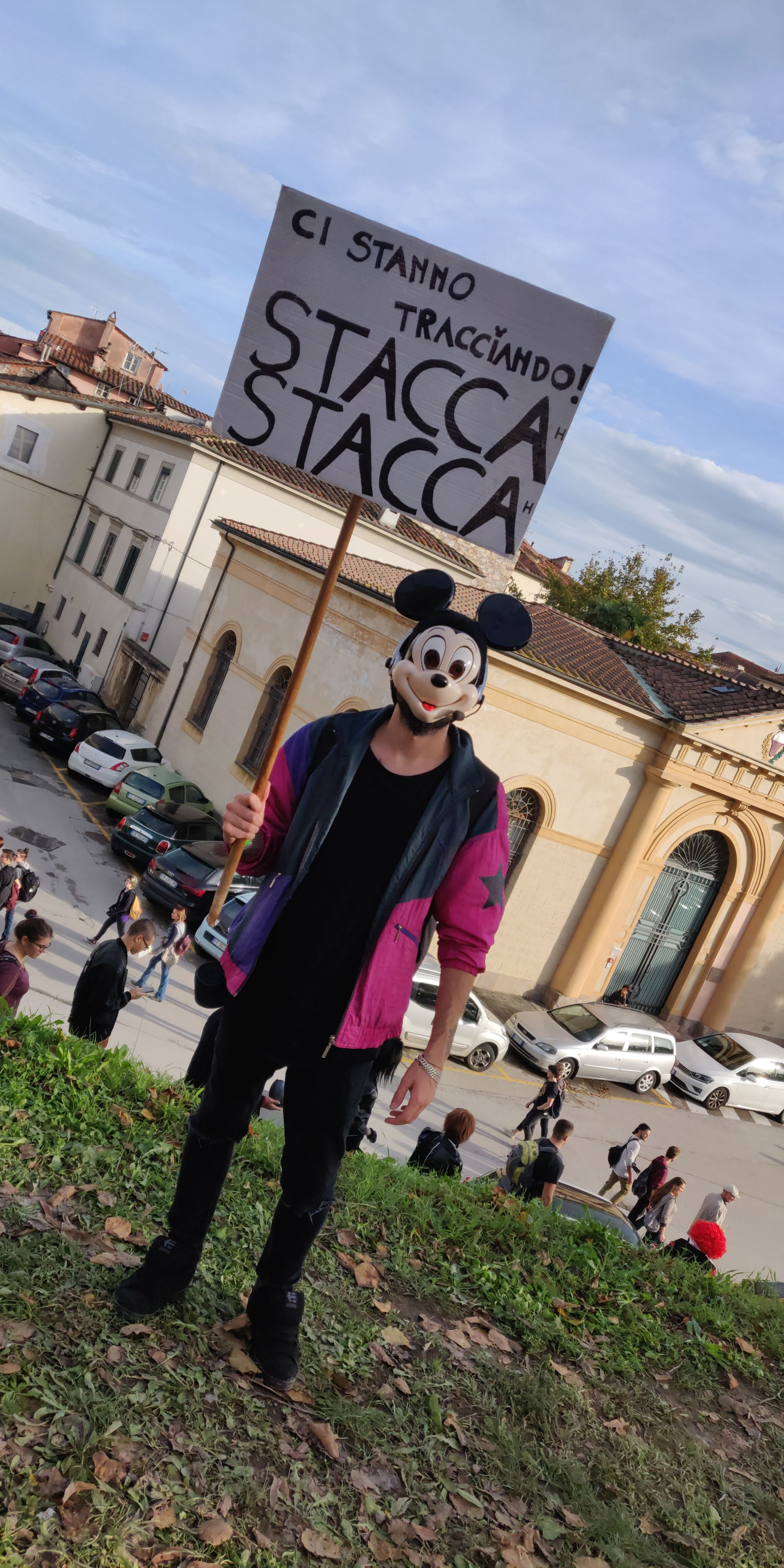
Un cosplay riporta alla memoria la vicenda con ilarità durante il Lucca Comics & Games del 2018.

Nel 1991 la redazione di Decoder ricevette in forma anonima una VHS contenente un filmato in cui, dopo alcuni titoli di testa simili a quelli dei cartoni animati di Topolino ma con la scritta "Walt Disney Hackerino", comparivano due presunti hacker in incognito, uno dei quali indossava proprio una maschera di Topolino, parlava in italiano e si presentava con lo pseudonimo di "Mickey", mentre l'altro, anch'esso a volto coperto e che rimaneva in silenzio per tutta la durata del filmato, veniva presentato con lo pseudonimo "l'Uomo d'Acciaio". Secondo quanto dichiarato da Mickey, i due avrebbero voluto eseguire una dimostrazione di hacking e recupero dati dal server di una base di dati militare degli Stati Uniti d'America, per poi distribuire i contenuti trovati nei circuiti di controinformazione.
I due uomini, che utilizzavano un Amiga 500 collegato ad uno schermo a raggi catodici, sostennero di essersi collegati con una rete a commutazione di pacchetto in grado di metterli in contatto con il Byte Information Exchange (BIX), una delle reti più diffuse, all'epoca, negli Stati Uniti d'America. Dopo aver fornito delle coordinate bancarie di pagamento, i due dissero di voler entrare in una banca dati condivisa da Stati Uniti ed Unione Sovietica in materia di armamenti, dicendo di aver impiegato 3 giorni per scoprirne il codice di accesso speciale. In seguito affermarono di essere riusciti ad introdursi nella banca dati e di aver visionato svariate informazioni riguardo a progetti come l'AGM-129A ACM, il McDonnell Douglas-General Dynamics A-12 Avenger II ed il Northrop Grumman B-2 Spirit; nella parte finale del video la visualizzazione a schermo dei dati richiesti si interruppe e comparvero delle scritte da cui sembrava che il sistema di tracciamento della B.I.X. avesse rilevato l'intrusione, quindi Mickey e l'Uomo d'Acciaio scollegarono velocemente l'alimentazione elettrica dell'elaboratore. La veridicità del filmato non è mai stata verificabile, vista la scarsità di informazioni al riguardo e la possibilità che si trattasse di una finzione, e nessun esperto informatico di rilievo, o comitato ufficiale di settore, si è mai espresso sulla questione.
Il filmato in questione è stato reso pubblico dal redattore della rivista Ermanno Guarneri, che lo ha pubblicato sul suo canale YouTube nel 2006, ed è diventato presto un meme di Internet in Italia, per la natura del suo contenuto ma anche per la spontanea comicità scaturita negli ultimi secondi del video, in cui Mickey, rendendosi conto che il tentativo di hacking sarebbe stato scoperto, pronuncia la frase tormentone «Ci stanno tracciando! Stacca, stacca! Stacca!» e si affretta a spegnere la macchina.